# Tell Me Baby
"Tell Me Baby" é uma canção da banda americana Red Hot Chili Peppers, lançada em 2006 como single do álbum duplo Stadium Arcadium. É a segunda faixa do disco Mars do álbum. Conseguiu a primeira posição no Modern Rock Tracks durante cinco semanas. 
A canção possui uma melodia funk, original da época de Blood Sugar Sex Magik, com versos curtos e um baixo forte. O videoclipe para a canção foi dirigido por Jonathan Dayton e Valerie Faris, que já dirigiram muitos vídeos da banda. No vídeo aparecem os membros dos Peppers e alguns fãs da banda tocando os instrumentos e cantando.

## Faixas
Versão 1 5439 15673-2
1. "Tell Me Baby" – 4:07
2. "A Certain Someone" – 2:25

Versão 2 9362 42956-2
1. "Tell Me Baby" – 4:07
2. "Mercy Mercy" – 4:01
3. "Lyon 06.06.06" (ao vivo) – 03:53

7" Picture Disc 5439 15973-2
1. "Tell Me Baby" – 4:07
2. "Mercy Mercy" – 4:01

## Posição nos gráficos
| Gráfico (2006)              | Melhor posição |
| --------------------------- | -------------- |
| ARIA Top 50                 | 20             |
| Canadian BDS Airplay Chart  | 17             |
| Dutch Top 40                | 18             |
| Peru Top 100                | 33             |
| UK Top 75 Singles           | 16             |
| Billboard Hot 100           | 50             |
| Billboard Alternative Songs | 1              |
| World Tracks Top 40         | 18             |